# Lac Amisquioumisca
Lac Amisquioumisca är en sjö i Kanada.   Den ligger i regionen Nord-du-Québec och provinsen Québec, i den östra delen av landet, 600 km norr om huvudstaden Ottawa. Lac Amisquioumisca ligger 301 meter över havet. Arean är 32 kvadratkilometer. Den sträcker sig 9,2 kilometer i nord-sydlig riktning, och 10,6 kilometer i öst-västlig riktning.
Trakten runt Lac Amisquioumisca är nära nog obefolkad, med mindre än två invånare per kvadratkilometer.